# Trindade (Pernambuco)
Trindade is een gemeente in de Braziliaanse deelstaat Pernambuco. De gemeente telt 26.250 inwoners (schatting 2009).